# Need for Speed: Carbon
Need for Speed: Carbon trkaća je videoigra iz 2006. godine i deseti dio u seriji Need for Speed. Razvili su ga EA Canada, Rovio Mobile i EA Black Box, a objavio Electronic Arts. Igrica je objavljena 30. listopada 2006. za PlayStation 2, PlayStation 3, Xbox, Xbox 360, GameCube, Wii, Windows i Mac OS X i 2008. za arkade. Igra prikazuje igrače koji provode protuzakonite ulične utrke unutar izmišljenog grada Palmont Cityja, a glavna priča igre odvija se nakon događaja Need for Speed: Most Wanted i usredotočuje se na lika igrača koji preuzima kontrolu nad gradom od raznih uličnih utrka. Iako je igranje slično svom prethodniku, Carbon je predstavio brojne nove značajke, uključujući posade i trkaće kriminalce, utrke u stilu Tougea i veće mogućnosti prilagodbe.
Uz verzije konzole, kućnog računala i arkada, igra je dobila i prijenosna izdanja za PlayStation Portable, Game Boy Advance, Nintendo DS, i Zeebo, pod nazivom Need for Speed: Carbon - Own the City. Iako su prijenosne igre imale sličan način igranja kao i verzija na konzoli, one su uključivale nove/izmijenjene elemente igranja, drugačiju postavku i priču, te drugačiji odabir AI suigrača.
Nakon objavljivanja Carbona, igra je dobila pozitivne kritike od kritičara, iako se suočila s nekim kritikama zbog elemenata svoje mehanike igranja, uključujući i nedostatak naglaska na policijske potjere od svog prethodnika. Posebna verzija naslova Collector's Edition razvijena je za PlayStation 2, Windows i Xbox 360 i uključivala je dodatni sadržaj, uključujući nove automobile, nove stavke prilagođavanja i nove događaje za dva načina igre. Igru je kasnije naslijedio Need for Speed: ProStreet 2007. godine.
31. svibnja 2021. EA je objavila da inačice za preuzimanje igre više neće biti dostupne za kupnju u bilo kojoj internetskoj trgovini, a mrežna igra zatvorena je 1. rujna 2021. EA DVD verzije igre koje se ne preuzimaju i dalje se mogu kupiti u nekim internetskim trgovinama dok zalihe ne isteknu. 

## Igra
U igri igrači sudjeluju u protuzakonitim uličnim utrkama koje se fokusiraju na različite stilove utrka, koristeći razne licencirane automobile u stvarnom svijetu (dostupne u vrijeme razvoja i objavljivanja igre) koji se mogu nadograditi i prilagoditi novim dijelovima, dok su se borili s uključivanjem policije u njihove napore da spriječe igrača. Trkački događaji usredotočeni su na natjecateljske utrke s drugim vozačima na kružnim stazama ili rutama od točke do točke, utrke na kontrolnim točkama i utrke koje uključuju sprinteve ili driftanje (potonje nedostaje u prethodniku), a igrači mogu koristiti dušikov oksid i Speedbreaker kad god je to potrebno- bilo da bi pomogao u pobjedama na utrkama ili izašao iz uskih mjesta - oboje se vremenom pune. Sama igra ima četiri načina igre - Career, Quick Race, Challenge Series i Multiplayer - s tim da potonji sadrži online igranje dostupno u svim verzijama igre za konzole i računala, osim za Wii -jevo izdanje.
Igra radi na istoj mehanici igranja koja se koristila u prethodnim zapisima u seriji, uključujući i prethodnika Most Wanted, iako je Carbon uveo nove elemente. Novi element koji isključuje Carbon jesu Canyon događaji - posebni trkaći događaji stilizirani po japanskim Tōge utrkama, u kojima se igrači natječu u natjecateljskim utrkama na kanjonskim cestama izvan glavnih postavki igre. Ti se događaji sastoje od sprinta, driftanja i dvoboja, u kojima posljednja dva imaju većinu uništenih ograda kroz koje igrač mora izbjeći probijanje ili riskirati gubitak tih događaja. Dvobojni događaji na ovim stazama djeluju različito od događaja u kojima sudjeluju glavni suparnički trkači u igrama Need for Speed, jer se oni provode kroz dvije etape u krugu kanjona - u svakoj fazi jedan vozač djeluje kao jurcač, a drugi juri u neposrednoj blizini, s u prvoj fazi gledajući igrača kao lovca i postižući bodove što bliže mogu pratiti svog protivnika, dok u drugoj fazi njihov protivnik postaje progonitelj i igrač se mora držati što je moguće udaljeniji kako bi izbjegao gubitak previše bodova prije nego što je faza dovršen. Na kraju obje etape automobil koji je poveo pobjeđuje ako je njihov rezultat pozitivan, u protivnom pobjeđuje njihov protivnik ako su ga okrenuli negativno. Osim rezultata, trenutna pobjeda moguća je ovisno o načinu rada u kojem se dvoboj vodi - u načinu rada Karijera igrač može odmah pobijediti ako može ostati ispred svog protivnika deset sekundi, ali izgubiti ako predugo zaostaje; u mrežnom multiplayeru igrač pobjeđuje ako njegov protivnik proleti kroz ogradu.
Policijska potraga, glavni dio serije, funkcionira slično kao Most Wanted po tome što se policija može pojaviti u bilo koje vrijeme tijekom utrke i pokušati spriječiti igrača tijekom događaja, osim u događajima Canyon Race i utrkama na kontrolnim točkama; u načinu rada Karijera, policija se može pojaviti i tijekom Free Roam -a, ali neće djelovati protiv igrača osim ako nemaju nalog (za izbjegavanje prethodne potrage) ili su počinili prekršaj na njihovom mjestu, nakon čega se usredotočuju na blokiranje i uhićenje igrača ako ih ne mogu izgubiti i pronaći sigurno mjesto za skrivanje dok ne izgube toplinu. Dok se igrač progoni, oni mogu pokušati izbjeći policajce ili ih izbaciti iz pogona nabijajući im automobile ili upotrijebiti uništavajuće rekvizite pod nazivom Pursuit Breakers kako bi spriječili njihovu potjeru, iako će opsežna potraga uzrokovati porast razine topline igrača, što dovodi do za jaču taktiku progona, uključujući šiljaste trake, blokade cesta i uključivanje državnih/saveznih vlasti. Carbon je izmijenio funkciju potjere učinivši policiju manje dominantnom u taktikama uhićenja na višim razinama topline, te smanjio mogućnost da prekidač potjere blokira/uništi vozilo za gonjenjem.
Licencirani auti iz stvarnog svijeta koji se koriste u igri podijeljeni su u tri razine (razina izvedbe) i tri klase-egzotični, tuner i mišići. Na primjer, Nissan 240SX je automobil s tunerom prve klase, dok je Corvette Z06 mišićni automobil razine 3. Automobili dobivaju vizualna oštećenja tijekom igre, ali ne i fizička. Automobili se mogu poboljšati performansama kroz nove komponente i fino podešavanje svake komponente-takve nadogradnje mogu pomoći, na primjer, u poboljšanju brzine ili poboljšanju kočenja. Carbon je dodao mogućnost prilagođavanja vizualnih dijelova putem dijelova za automatsko oblikovanje, koji omogućuju prilagodbu komponenti, na primjer, dok dodaje fleksibilnost s vinilima i naljepnicama dopuštajući ih da se postavljaju u slojevima jedan preko drugog, s mogućnošću mijenjanja oblika i veličine, i postavite ih bilo gdje na automobilu. Dodatni automobili i dijelovi za prilagođavanje mogu se nabaviti popunjavanjem nagradnih kartica - svaka se karta sastoji od niza izazova koje igrač mora dovršiti u svim načinima igre te nagraditi igrača bilo s novim vozilom za korištenje ili novim dijelovima za prilagodbu.

### Način igre Karijera
Glavni način igre fokusira se na igrača koji se natječe u utrkama protiv suparničkih ekipa uličnih utrka, umjesto na pojedinačnim trkačima kao u Most Wanted i Underground 2. Prilikom starta u načinu rada Karijera, igrači moraju izabrati klasu koja nije samo stalna za njihovo izvođenje u ovom način, ali također određuje u kojem od početna tri okruga u postavkama igre počinju i koji su trkaći događaji prvi dostupni. Dodatni automobili i klase se otključavaju kako igrač napreduje u ovom načinu rada; svi automobili zarađeni od nagradnih kartica za način brze utrke također su dostupni, ali bez ograničenja. Igrači upravljaju vlastitom posadom u načinu rada Karijera, a mogu im angažirati i pomoćnike od umjetne inteligencije, od kojih svaki djeluje pod različitom ulogom - Blokator, Sastavljač i Izviđač - i posebnost - Popravljač, Mehaničar i Proizvođač. Vrsta uloge i posebnosti pod kojom svaki kriminalac djeluje određuje kako će pomoći igraču - neki mogu pronaći prečace tijekom utrka, dok drugi mogu pomoći u smanjenju topline policije - s njihovom ulogom koja također određuje koji automobil vozi; prva dva krilca koja igrač otključava imaju automobile koji odgovaraju igračevoj klasi. Tijekom utrka, igrači mogu koristiti svoje krilce neko vrijeme, nakon čega moraju pričekati neko vrijeme dok im se mjerač krilca ne napuni prije nego što ih mogu ponovno koristiti.
Kako bi osvojili način karijere, igrači se natječu u utrkama s drugim posadama kako bi osigurali teritorij - svaki okrug ima niz teritorija, od kojih svaki kontrolira ili glavna posada okruga ili manja posada kroz niz utrka. Pobjeda u većini utrka na teritoriju pretvara kontrolu u posadu igrača i otključava dodatne utrke na drugim mjestima. Osvojene utrke mogu se ponovno uključiti, ali se ponuđeni novac smanjuje. Zauzimanje svih teritorija otključat će dvoboj sa šefom glavne posade, u kojem će osvajanje događaja omogućiti igraču da otključa posebne nagrade, na sličan način kao nagrade koje se nude u suparničkim događajima u Most Wanted. Kako igrač akumulira teritorije, može izgubiti bilo što zarađeno gubitkom kontrole nad svojim utrkama nad manjim posadama, bilo da ih nije uspio pobijediti u izazovima preuzimanja ili izgubiti pravo na to.

### Brza Utrka, Serija Izazova i multiplayer
Način brze utrke omogućuje igračima da stvaraju prilagođene događaje za jednog igrača ili više igrača - na podijeljenom zaslonu ili na mreži - koristeći bilo koje kolo i automobile u igri te mijenjajući različite čimbenike, poput poteškoća protivnika, uvjeta na stazi i tako dalje; koji se automobili i kola mogu koristiti ovisi o napretku igrača u načinu rada Karijera, iako se svim igračima može dopustiti korištenje krilnih igrača koje su otključali u tim događajima, pod uvjetom da je ova opcija dopuštena.
Challenge Series sastoji se od niza utrka koje su podijeljene u 12 kategorija, a svaka je dalje podijeljena na tri razine težine. Svaki izazov zahtijeva od igrača da ispuni određeni cilj, ovisno o vrsti događaja, koristeći postavljeni automobil na određenom tečaju u igri. Igrači mogu izabrati bilo koju kategoriju za početak, za razliku od Most Wanted -a, ali moraju dovršiti redoslijedom od Easy to Hard. Dovršenje svih razina težine izazova otključava novi automobil ili opciju prilagodbe koju će igrač koristiti u drugim načinima.
Mrežni način rada za više igrača fokusira se na dva ekskluzivna događaja za više igrača - Pursuit Knockout i Pursuit Tag:
- U Pursuit Knockout, igrači se natječu u krugovima kruga, pri čemu je svaki igrač na posljednjem mjestu izbačen i vraća se kao policajac kako bi ometao ostale igrače. Pobjednik je igrač koji završi utrku na prvom mjestu.
- U Pursuit Tagu jedan igrač je trkač i mora izbjegavati ostale, koji djeluju kao policajci. Ako je igrača uhitila druga osoba, zamijenit će uloge. Pobjednik je igrač koji provodi najviše vremena kao trkač.

## Radnja igre

### Lokacija
Carbon se odvija unutar izmišljenog grada Palmont Cityja, koji obuhvaća četiri četvrti povezane sustavom autocesta: Kempton, u kojem se nalaze gradski industrijski kompleksi; Centar grada u kojem se nalaze gradske i financijske zgrade; Fortuna u kojoj se nalazi gradsko stambeno naselje; i Silverton u kojem se nalaze gradski kasino i odmarališta. Grad je također okružen s tri kanjona poznata kao Istok, Zapad i Carbon, koji imaju vlastiti raspored ruta, ali koji nisu povezani s Palmontom. U priči o igri, koja se odvija tijekom određenog razdoblja noću, igrač ne može pristupiti Silvertonu sve dok ne napreduje u načinu rada za karijeru, te može pristupiti rutama kanjona samo tijekom događaja.

### Priča
Igrač preuzima ulogu uličnog trkača koji je, nekoliko godina prije nego što je sudjelovao u događajima Most Wanted, sudjelovao u velikoj uličnoj utrci oko Palmonta za veliku novčanu nagradu protiv tri druga vozača, od kojih je svaki bio vođa posade uličnih utrka : Kenji, vođa Bushida; Angie, voditeljica 21. ulice; i Wolf, vođa T.F.K. Međutim, trkače je zasjedila gradska policija, koja je impobilizirala protivnike igrača EMP -om i počela uhićivati sve uključene. Igrač je pobjegao uz pomoć Dariusa, još jednog uličnog trkača, i njihove bivše djevojke Nikki; prije odlaska predala je torbu s novčanim nagradama utrke, za koju se kasnije ispostavilo da sadrži papir.
Nakon što su proveli vrijeme u Rockportu, igrač se vraća u Palmont, ali ga po putu kanjona proganja bivši policijski narednik Jonathon Cross, koji sada radi kao lovac na glave i želi im se osvetiti. Nakon sudara zbog kojeg igrač izgubi automobil, Cross ih pokušava uhititi zbog nagrade na glavi, ali ga zaustavlja Darius, koji sada vodi svoju posadu nazvanu Naslagana paluba, koja ga isplaćuje. Nudeći im pomoć, Darius traži od Nicki, koja je danas s njim, da joj pomogne unatoč njezinom uvjerenju da je igrač sve izdao zbog novčane nagrade. Uz Nikkiinu pomoć, igrač prima dva člana posade koji će im pomoći u utrkama i sigurnu kuću za rad. Na Darijev savjet, igrač počinje sudjelovati u uličnim utrkama za kontrolu nad teritorijima koje kontroliraju suparničke posade u tri glavne gradske četvrti. Pritom se također sukobljavaju s Kenjijem, Angie i Wolfom, pobjeđujući ih i osiguravajući članu svoje posade da im pomogne, od kojih se svaki povjerava igraču da sumnjaju da je netko drugi namjestio njih i bivše šefove svakog člana posade. [6]
Nakon što je osigurao sve tri četvrti, Darius saziva sastanak s igračem, da bi otkrio da je pokušao upotrijebiti igrača da preuzme kontrolu nad gradom od ostalih posada, izdavši ih Crossu. Nakon odlaska, Nikki stiže spasiti igrača nakon što je sklopio tajni dogovor s Crossom. Ubrzo otkriva da je Darius odgovoran za postavljanje igrača za krađu novčane nagrade - Darius je dojavio policiji, a u kaosu koji je nastao, isključio je novčanu nagradu, ostavljajući igraču da preuzme krivicu pomažući im pobjeći od uboda policije. [7] Sada svjesna istine, Nikki se pridružuje igraču kako bi pomogao u preuzimanju kontrole nad posljednjim gradskim naseljem, što je dovelo Dariusa da pojača svoju posadu uz pomoć Kenjija, Angie i Wolfa kako bi to spriječio. [8] Igrač na kraju pobjeđuje Dariusa i njegovu posadu, stječući kontrolu nad cijelim Palmontovim teritorijem, unatoč tome što ih je Darius upozorio da uživaju u svojoj pobjedi prije nego što netko brže od njih preuzme netko drugi uskoro. [9] 

## Razvoj
Need for Speed: Carbon je prvi put prikazan u EA -ovoj montaži na Nintendovoj konferenciji E3 2006. i bio je naslovna priča u broju časopisa Game Informer u srpnju 2006. Carbon je prvi u seriji Need for Speed koji je objavljen za PlayStation 3 i Wii konzole sedme generacije, a ujedno i posljednje u nizu koje će biti objavljeno za Xbox, GameCube i Game Boy Advance. Carbon sadrži neke automobile svojih prethodnika; naime Need for Speed: Underground 2 i Need for Speed: Most Wanted, ali također uključuje mnoge nove dodatke, uključujući Audi Le Mans quattro, Chrysler 300C SRT 8, Chevroletov Chevelle SS i Alfa Romeo Brera. Carbon predstavlja kanadsku glumicu i manekenku Emmanuelle Vaugier kao Nikki, igračev glavni izvor pomoći i saveznicu u priči o karijeri. Need for Speed: Carbon je debitirao na prvom mjestu UK All Format Gaming Chart -a u prvom tjednu objavljivanja.
Carbon je također bila prva igra u nizu koja je sadržavala detaljne animacije likova za Windows i izdanja sedme generacije koja koristi snimanje pokreta lica, gdje se modeli igara poput Nevillea, Wolfa, Angie i Kenjia pojavljuju u prizorima u stvarnom vremenu koji se rugaju ili zamjećuju igrač u utrci ili na određenim točkama. To je međutim izostavljeno na verzijama šeste generacije i Wii zbog ograničenja platforme.
Need for Speed: Carbon-Collector's Edition sadrži 4 ekskluzivna automobila, 10 unaprijed podešenih automobila, 6 novih utrka, 3 jedinstvena izazovna događaja, 10 jedinstvenih vinila i bonus DVD koji prikazuje izradu Carbona i prikazuje sve automobile koji se koriste u igri. Collector's Edition također sadrži alternativnu kutiju i metalnu završnu obradu koja prekriva kućište igre. Iako Mac izdanje ne prikazuje naslov Collector's Edition, ono sadrži sve značajke Collector's Edition. Preuzeta verzija igre sadrži Ultimate Performance Kit, Pagani Zonda F iz 2006. i Dodge Challenger R/T iz 1971. godine. Arkadnu verziju istog imena objavila je EA Arcades 2008. Collector's Edition nije dostupno za PS3.
Arkadnu verziju razvio je Global VR. 

## Vanjske poveznice
- Službena EA stranica
- Need for Speed: Carbon na MobyGames
- Need for Speed: Carbon na IMDB